# Умский, Богдан Васильевич
Богдан Васильевич У́мский (также встречается как Иван Васильевич Умский или Умской; умер 11 сентября 1780) — русский чиновник, член Московского опекунского совета, руководитель создания Опекунской портретной серии. Дед мемуариста А. М. Тургенева, прадед поэта Я. П. Полонского.

## Биография
Достоверных сведений о семье и детстве Умского нет. Имеется довольно распространённое одно время предположение, что он мог быть сыном К. Г. Разумовского, но оно хронологически не оправданно, так как они ровесники. Есть также версия, что он мог быть сыном А. Г. Разумовского, отсюда и некоторая фамильная схожесть на портретах и фамилия, похожая на укороченный вариант фамилии Разумовский, традиционно такими фамилиями называли внебрачных детей (аналогично Трубецкой > Бецкой), и украинское имя Богдан.
Достоверно известно, что 15 февралоя 1738 года Богдан Умский подал прошение в Сенат, в котором писал, что «отец мой был природой польской нации, гор. Хвастова шляхтич и умер в давних годах, а после его остался я в малых летах и обучился грамоте и писать при родственниках моих, а ныне я обретаюсь празден и ни к каким делам не определен. И желаю быть в Сенате копиистом, а о состоянии моем сведом фельдмаршала князя И. Ю. Трубецкого секретарь Воейков».
После этого он был определён писарем к князю Трубецкому (отцу И. И. Бецкого, с которым крепко подружился). Позднее перешёл на военную службу. В 1749 году служил поручиком Ингерманландского пехотного полка, 14 декабря 1753 года переведён капитаном в Эстляндский полк, а в 1754 году переведён в Рязанский пехотный полк. После чего оставил воинскую службу.
В 1756 году Умский был опекуном имения Гребнево, принадлежавшего его покровителям Трубецким. А в 1763 году Иван Иванович Бецкий основывает в Москве широко известный «Воспитательный дом» в качестве первого в России благотворительного учебно-воспитательного учреждения для сирот, подкидышей и беспризорников. Екатерина II своим указом определила в опекуны Императорского воспитательного дома Ивана Тютчева, Александра Болтина, Якова Френева и Богдана Умского. Некоторые считают, что это ещё одно свидетельство внебрачного происхождения Умского: внебрачные сыновья Бецкий и Умский управляли благотворительным заведением для сирот и подкидышей.
В том же году Богдан Васильевич производится в надворные советники, назначается опекуном в Московский опекунский совет и в том же году производится уже в коллежские советники. Жил в Москве, в своём доме на Воронцовом поле. На службе отличался преданностью делу, в то время как другие опекуны разъезжались в отпуск, Иван Васильевич неустанно трудился, привлекая жертвователей. Так Марфа Дмитриевна Кашкадамова жертвовала деньги, а затем дом, известный благотворитель и друг Умского Прокофий Акинфиевич Демидов помогал не только деньгами, но и работой, что-нибудь строя или ремонтируя. Он же пожертвовал Воспитательному дому «кабинет курьёзных вещей», а Умский старался открыть его для публики, чтобы кабинет приносил доход.
Умский усердно заботился о порученных ему воспитанниках, старался улучшить их помещения и содержание, указывал на «великую духоту» от нечистот в здании и любовался воспитанниками, замечая, что «без пристрастия — имеем таких детей в из поступках, ласке и всех обхождениях завидных и прилежных, а при том из себя видных, что и желать больше не можно». Трудился Иван Васильевич не за отличия и награды, которых не получал, а из любви к делу. Так в одном из писем другу и коллеге по опекунству Воспитательного дома И. Бецкому по вопросу жалованиям опекунам он писал: «о других не знаю, а о себе же отвечаю, что оное получать из сиротской суммы не прилично».
И. И. Бецкой возложил на Богдана Умского организацию создания галереи портретов попечителей Воспитательного дома. Он занимался подбором художников и выделял им оплату за портреты так называемой «Опекунской серии». К работе им были привлечены такие известные художники, как Фёдор Степанович Рокотов, Дмитрий Григорьевич Левицкий и Фридрих Гартман Баризьен. Велика роль Умского и в создании знаменитого портрета Прокофия Демидова. Он так писал Бецкому: «Прокофия Акинфиевича Демидова портрет иметь в Совете должны; как то сделать не знаем, да к тому ж и писать некому. Рокотов один, за славою стал спесив и важен. Ежели бы изволили прислать, многие могли бы своё удовольствие иметь, да и тот мог быть авантажней». За первый из заказанных И. И. Бецким портретов Дмитрий Левицкий получил всего 50 рублей, а за второй, Демидова — уже 400.
Умский прослужил опекуном до 2 апреля 1775 года, после чего оставил службу.

## Семья
Богдан Васильевич Умский был дважды женат. В первом браке его супругой была богатая рязанская помещица Екатерина Дмитриевна Плавильщикова (ум. до 1762 г.). От неё он имел двух сыновей: премьер-майора Николая (ум. 1809) и Ивана (ум. до 1781 г.) и четырёх дочерей: Авдотью (замужем за прапорщиком Иваном Васильевичем Шокуровым), Александру (1750—1829, замужем за надворным советником Я. О. Кафтыревым; бабушка поэта Полонского), Екатерину (умершею в девичестве) и Анну (за М. М. Тургеневым). Вторая жена Умского, Мария Ивановна (фамилия неизвестна), овдовев, вышла за надворного советника Василия Андреевича Евреинова (1736—1806). От Умского у неё было 4 дочери: Мария (в 1796 г. за ст. сов. П. А. Волконским), Елизавета (с 1787 г. за титулярным советников Дмитрием Владимировичем Дружининым), Софья и Варвара.